# Sociedade Matemática Polonesa
A Sociedade Matemática Polonesa  (em polonês/polaco:  Polskie Towarzystwo Matematyczne) começou em Cracóvia, Polónia em 1917. Ela foi originalmente chamada simplesmente de a Sociedade de Matemática. Foi oficialmente constituída no dia 2 de abril de 1919. Stefan Banach foi um dos fundadores.